# Nhân Mã A*
Nhân Mã A* (đọc là "Sagittarius A-sao", viết tắt tiêu chuẩn Sgr A*), tiếng Việt là Nhân Mã A* là một nguồn phát vô tuyến thiên văn sáng và rất đậm đặc tại trung tâm của dải Ngân Hà, gần biên giới của các chòm sao Nhân Mã và Thiên Yết. Nó là một phần của một đối tượng thiên văn lớn hơn được gọi là Sagittarius A. Người ta cho rằng Nhân Mã A* là vị trí của một lỗ đen siêu khối lượng, giống như những vật thể cùng loại ngày nay được cho là nằm tại các trung tâm của hầu hết các thiên hà xoắn ốc và thiên hà elip. Các quan sát tiến hành trên ngôi sao Source 2 (quay quanh Sgr A*) cùng với các số liệu thu thập được, cho thấy sự hiện diện của một hố đen siêu trọng tại trung tâm Ngân Hà. Từ đó dẫn đến kết luận tồn tại một hố đen tại Nhân Mã A*

## Quan sát
Các nhà thiên văn vẫn chưa thể quan sát được phần quang phổ khả kiến của  Sgr A*, do ảnh hưởng của lớp bụi và gas giữa Trái Đất và nó, làm phân tán và hấp thụ bức xạ điện từ (25 độ sáng)
Một số nhóm nghiên cứu đã cố tái hiện hình ảnh của Sgr A* trên phổ vô tuyến bằng giao thoa kế vô tuyến chân đế dài. Độ phân giải lớn nhất đạt được của phép đo kích thước góc (cho tới hiện tại, được thực hiện ở bước sóng 1.3mm) là 37 μas (1 microarcsecond tương đương 1/3,600,000,000°). Nghĩa là, ở khoảng cách 26 nghìn năm ánh sáng so với Trái Đất, sẽ ứng với đường kính xấp xỉ 28 triệu  triệu kilômét của Sgr A*.
Các nhà khoa học đang lên kế hoạch "chụp" lại Nhân Mã A* với độ sắc nét cao hơn, sử dụng Kính thiên văn Chân trời sự kiện, tạo một giao thoa kế thiên văn lớn, bao gồm hệ thống các kính viễn vọng vô tuyến toàn cầu, cùng dữ liệu từ một số [[trạm|giao thoa| kế vô tuyến chân đế dài]]. Dự án được kỳ vọng sẽ kiểm nghiệm lại được thuyết tương đối của Einstein một cách nghiêm túc hơn. Và nếu có sự khác biệt giữa lý thuyết và thực tế quan sát được, các nhà khoa học phải xác định được các tình huống mà thuyết tương đối bị phá vỡ.

## Lịch sử
Tháng 8 năm 1931, Karl Jansky, người được xem như cha đẻ của thiên văn vô tuyến, phát hiện một tín hiệu từ trung tâm Ngân Hà, đến từ phía chòm sao Nhân Mã. Sgr A* được phát hiện vào ngày 13 và 15 tháng 2 năm 1974, bởi hai nhà thiên văn học Bruce Balick và Robert Brown khi sử dụng giao thoa kế NRAO. Cái tên Sgr A* được Brown sử dụng lần đầu trong các nghiên cứu vào năm 1982, với dấu "*" tượng trưng cho trạng thái kích thích của các nguyên tử thông thường.
Ngày 16 tháng 10 năm 2002, Reinhard Genzel dẫn đầu một nhóm nghiên cứu quốc tế báo cáo về các quan sát thu thập được trong suốt 10 năm trên ngôi sao Source 2, gần với Sgr A*. Các phân tích của nhóm nghiên cứu đã loại trừ khả năng Sgr A* chứa các vật thể sao tối hoặc một khối vật chất suy biến, củng cố cho giả thiết tồn tại một hố đen khổng lồ tại trung tâm Ngân Hà. 

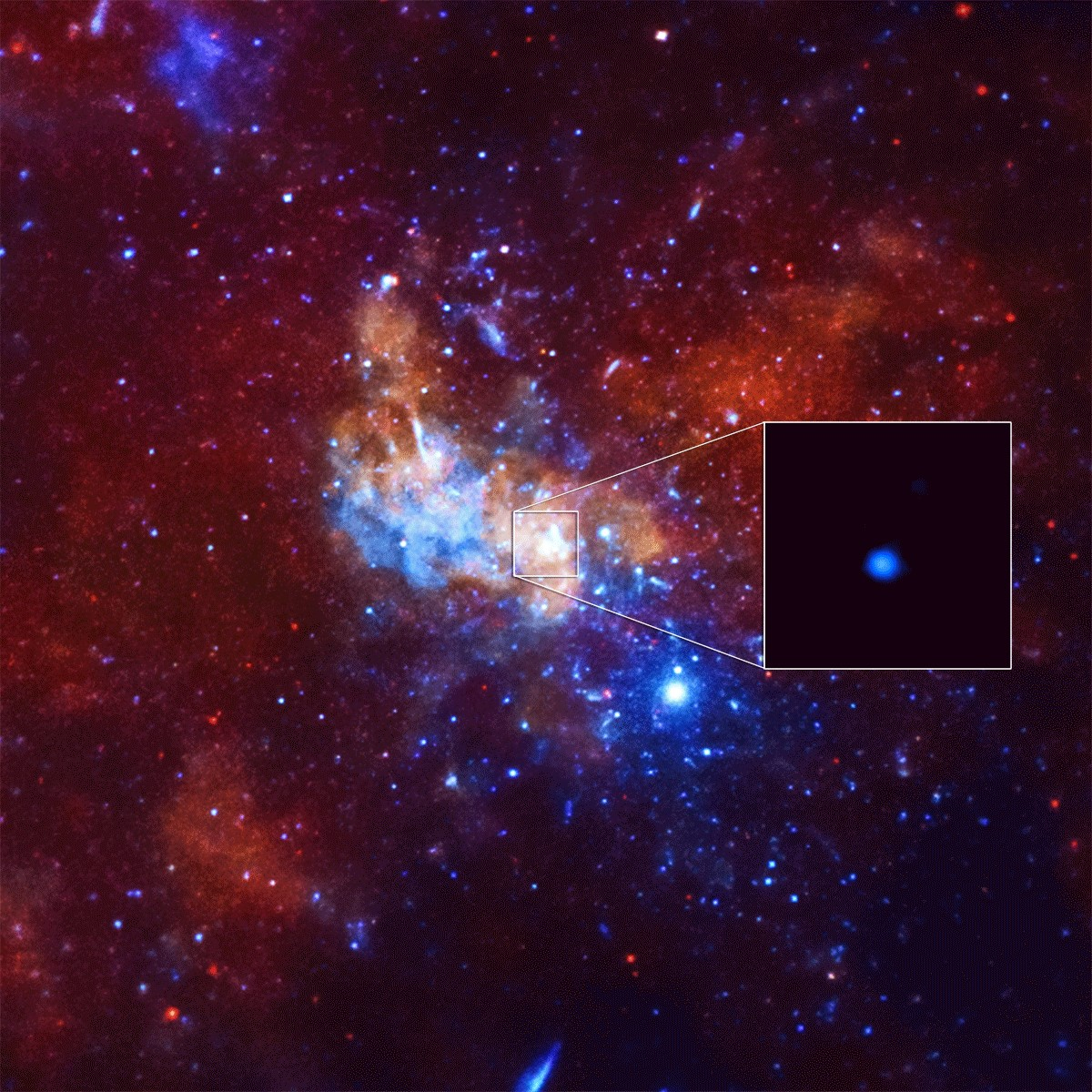
Chớp X-ray sáng bất thường tại Sgr A*

Tháng 11 năm 2014, một nhóm nghiên cứu khác phát hiện một hố đen nghi vấn có khối lượng trung bình GCIRS 13E quay quanh Nhân Mã A* với quỹ đạo 3 năm ánh sáng, khối lượng vào khoảng 1,300 lần khối lượng Mặt Trời. Phát hiện này một lần nữa đưa thêm bằng chứng về một hố đen siêu trọng lượng đang hấp thụ các hố đen khác nhỏ hơn và các ngôi sao gần nó.
Sau 16 năm quan sát, Gillessen cùng các cộng sự ước lượng khối lượng của Sgr A* vào khoảng 4.31 ± 0.38 triệu lần khối lượng Mặt Trời. Kết quả được công bố vào năm 2008 và phát hành rộng rãi không lâu sau đó, vào năm 2009 trên tạp chí thiên văn The Astrophysical Journal. Reinhard Genzel, trưởng nhóm nghiên cứu nói rằng, đây là chứng cứ không thể chối cãi về sự tồn tại của một hố đen siêu trọng lượng, bởi khối lượng vật chất tập trung lên đến bốn triệu lần khối lượng Mặt Trời.
Vào ngày 5 tháng 1 năm 2015, NASA thu được một chớp X-ray phá vỡ mọi kỷ lục trước đó - gấp 400 lần bình thường từ Sgr A*. Đây có thể là kết quả của một tiểu hành tinh bị rơi vào hố đen hoặc sự rối loạn trường từ trường trong đám mây khí gas gần đó.

Vụ phóng tàn dư của siêu tân tinh tạo ra vật chất hình thành hành tinh.
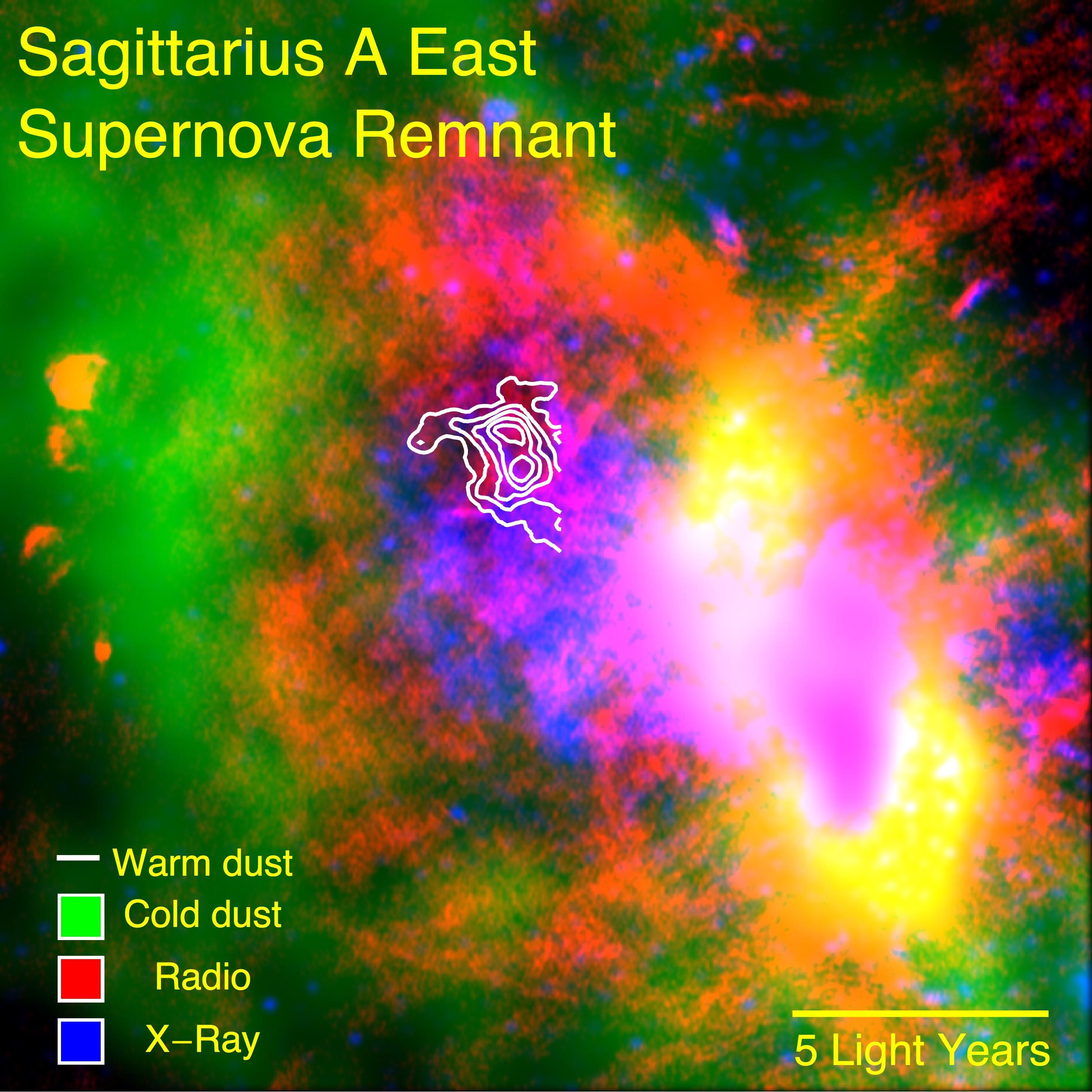
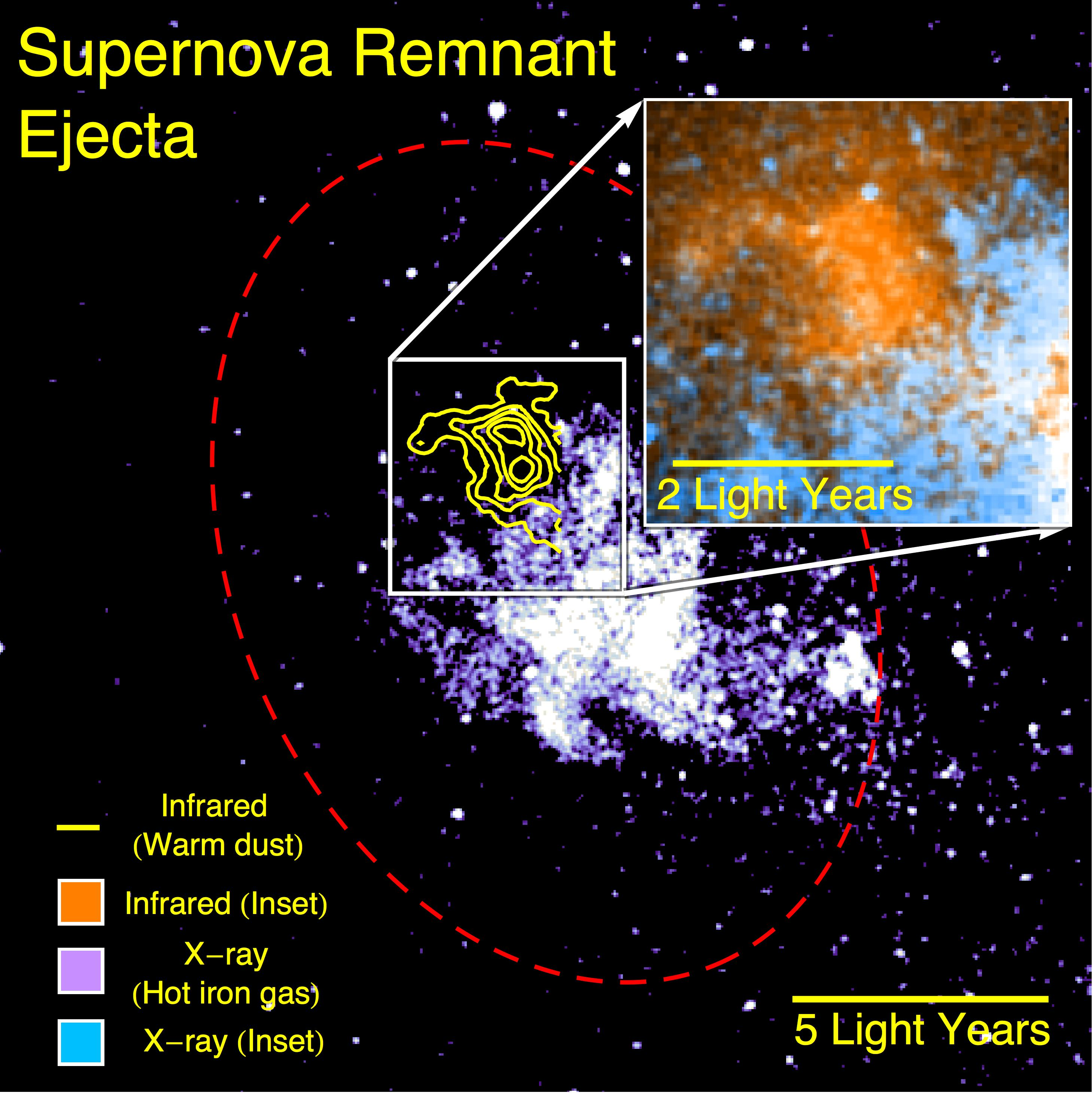

## Hố đen trung tâm
Nhân Mã A* là hố đen khổng lồ nằm ở trung tâm Dải Ngân Hà cách Trái Đất khoảng 26,000 năm ánh sáng (n.a.s). Nó có khối lượng gấp 4 triệu lần khối lượng Mặt Trời, vì cân nặng đó nên cũng được gọi là hố đen siêu khối lượng.

## Đám mây khí G2
Đám mây khí G2 là một đám mây khí gas khổng lồ bao quanh siêu hố đen Nhân Mã A*. Đám mây khí gas này che khuất một phần những chuyển động của siêu hố đen và những ngôi sao xung quanh quỹ đạo của nó. Hiện nay các nhà khoa học vẫn chưa thể lý giải sự hình thành của G2, nhưng có nhiều ý kiến cho rằng nó được hình thành từ tàn dư của các ngôi sao từng bị Nhân Mã A* nuốt chửng. Ngoài ra thì đám mây khí gas G2 vẫn còn là một bí ẩn.